# Coppa del Turkmenistan
La Coppa del Turkmenistan (in turkmeno Türkmenistanyň kubogy) è la coppa nazionale di calcio del Turkmenistan. 
La competizione si tiene ogni anno dal 1936 (dal 1993 come coppa di una nazione indipendente) ed è organizzata dalla Federazione calcistica del Turkmenistan.

## Albo d'oro

### Periodo sovietico
- 1936: Lokomotiw Aşgabat (1)
- 1937: Gyzyl Goşun Öýi Aşgabat (1)
- 1938: Lokomotiw Aşgabat (2)
- 1939: Dinamo Aşgabat (1)
- 1940: Dinamo Aşgabat (2)
- Dal 1941 al 1943: Edizioni non disputate
- 1944: Lokomotiw Aşgabat (2)
- 1945: Dinamo Aşgabat (3)
- 1946: Dinamo Aşgabat (4)
- 1947: Dinamo Aşgabat (5)
- 1948: Edizione non disputata
- 1949: Spartak Aşgabat (1)
- 1950: Edizione non disputata
- 1951: Lokomotiw Mary (1)
- 1952: DOSA Aşgabat (1)
- 1953: DOSA Aşgabat (2)
- 1954: Hasyl Aşgabat (1)
- 1955: Dinamo Aşgabat (6)
- 1956: Spartak Aşgabat (2)
- 1957: Gyzyl Metallist Aşgabat (1)
- 1958: Gyzyl Metallist Aşgabat (2)
- 1959: DOSA Aşgabat (3)
- 1960: Gämigurluşyk Zawody Çärjew (1)
- 1961: Serhetçi Aşgabat (1)
- 1962: Ýyldyz Gyzylarbat (1)
- 1963: Serhetçi Aşgabat (2)
- 1964: Ýyldyz Gyzylarbat (2)
- 1965: Serhetçi Aşgabat (3)
- 1966: Serhetçi Aşgabat (4)
- 1967: Serhetçi Aşgabat (5)
- 1968: Serhetçi Aşgabat (6)
- 1969: Serhetçi Aşgabat (7)
- 1970: Sementçi Büzmeýin (1)
- 1971: Sementçi Büzmeýin (2)
- 1972: Energogurluşykçy Mary (1)
- 1973: Lokomotiw Çärjew (1)
- 1974: Nebitçi Krasnowodsk (1)
- 1975: Nebitçi Krasnowodsk (2)
- 1976: Nebitçi Krasnowodsk (3)
- 1977: Şatlyk Mary (1)
- 1978: Şatlyk Mary (2)
- 1979: Şatlyk Mary (3)
- 1980: Nebitçi Krasnowodsk (4)
- Dal 1981 al 1986: Edizioni non disputate
- 1987: Rotor Aşgabat (1)
- 1988: Şapak Aşgabat (1)
- 1989: Nebitçi Krasnowodsk (5)
- 1990: Edizione non disputata
- 1991: Obahojalyktehnika Aşgabat (1)
- 1992:  Köpetdag Aşgabat (1)

### Post indipendenza
| Stagione  | Vincitore           | Finalista        | Risultato          |
| --------- | ------------------- | ---------------- | ------------------ |
| 1993      | Köpetdag Aşgabat    | Merw Mary        | 4-0                |
| 1994      | Köpetdag Aşgabat    | Turan Daşoguz    | 2-0                |
| 1995      | Turan Daşoguz       | Köpetdag Aşgabat | 4-3                |
| 1996-1997 | Köpetdag Aşgabat    | Nisa Aşgabat     | 2-0                |
| 1998      | Nisa Aşgabat        | Balkan           | 3-0                |
| 1999      | Köpetdag Aşgabat    | Balkan           | 3-1                |
| 2000      | Köpetdag Aşgabat    | Nisa Aşgabat     | 5-0                |
| 2001      | Köpetdag Aşgabat    | Balkan           | 2-0                |
| 2002      | Garagum Türkmenabat | Şagadam          | 0-0 (dts, 4-2 dtr) |
| 2003      | Balkan              | Nisa Aşgabat     | 2-1 (dts)          |
| 2004      | Balkan              | Asudalyk Aşgabat | 1-0                |
| 2005      | Merw Mary           | Köpetdag Aşgabat | 1-1 (dts, 3-1 dtr) |
| 2006      | HTTU Aşgabat        | Köpetdag Aşgabat | 0-0 (dts, 7-6 dtr) |
| 2007      | Şagadam             | Merw Mary        | 1-0 (dts)          |
| 2008      | Merw Mary           | HTTU Aşgabat     | 2-1                |
| 2009      | Altyn Asyr          | Merw Mary        | 3-0                |
| 2010      | Balkan              | Altyn Asyr       | 3-2                |
| 2011      | HTTU Aşgabat        | Aşgabat          | 0-0 (dts, 4-2 dtr) |
| 2012      | Balkan              | HTTU Aşgabat     | 2-1                |
| 2013      | Ahal                | Altyn Asyr       | 2-1                |
| 2014      | Ahal                | Balkan           | 3-2                |
| 2015      | Altyn Asyr          | Şagadam          | 0-0 (dts, 7-6 dtr) |
| 2016      | Altyn Asyr          | Aşgabat          | 4-0                |
| 2017      | Ahal                | Şagadam          | 4-0                |
| 2018      | Köpetdag Aşgabat    | Energetik        | 0-0 (dts, 5-4 dtr) |
| 2019      | Altyn Asyr          | Ahal             | 3-0                |
| 2020      | Altyn Asyr          | Köpetdag Aşgabat | 1-1 (dts, 3-0 dtr) |
| 2021      | Şagadam             | Ahal             | 1-0                |
| 2022      | Ahal                | Şagadam          | 5-0                |
| 2023      | Arkadag             | Ahal             | 3-0                |

## Vittorie per squadra
| Squadra             | Vittorie | Finali perse | Anni vittorie                                 | Anni finali perse      |
| ------------------- | -------- | ------------ | --------------------------------------------- | ---------------------- |
| Köpetdag Aşgabat    | 7        | 4            | 1993, 1994, 1996-1997, 1999, 2000, 2001, 2018 | 1995, 2005, 2006, 2020 |
| Altyn Asyr          | 5        | 2            | 2009, 2015, 2016, 2019, 2020                  | 2010, 2013             |
| Balkan              | 4        | 4            | 2003, 2004, 2010, 2012                        | 1998, 1999, 2001, 2014 |
| Ahal                | 4        | 3            | 2013, 2014, 2017, 2022                        | 2019, 2021, 2023       |
| Şagadam             | 2        | 4            | 2007, 2021                                    | 2002, 2015, 2017, 2022 |
| Merw Mary           | 2        | 3            | 2005, 2008                                    | 1993, 2007, 2009       |
| HTTU Aşgabat        | 2        | 2            | 2006, 2011                                    | 2008, 2012             |
| Nisa Aşgabat        | 1        | 3            | 1998                                          | 1996/97, 2000, 2003    |
| Turan Daşoguz       | 1        | 1            | 1995                                          | 1994                   |
| Garagum Türkmenabat | 1        | -            | 2002                                          | -                      |
| Arkadag             | 1        | -            | 2023                                          | -                      |
| Aşgabat             | -        | 2            | -                                             | 2011, 2016             |
| Asudalyk Aşgabat    | -        | 1            | -                                             | 2004                   |
| Energetik           | -        | 1            | -                                             | 2018                   |